# Lynchia massonati
Lynchia massonati är en tvåvingeart som först beskrevs av Falcoz 1926.  Lynchia massonati ingår i släktet Lynchia och familjen lusflugor. Inga underarter finns listade i Catalogue of Life.